# Janusz Daszczyński
Janusz Rajmund Daszczyński (ur. 13 września 1952 w Gdyni) – polski dziennikarz i menedżer. W latach 1994–1999 wiceprezes zarządu Telewizji Polskiej, w latach 2015–2016 prezes zarządu Telewizji Polskiej.

## Życiorys
Jest absolwentem III Liceum Ogólnokształcącego im. Bohaterów Westerplatte w Gdańsku i Wydziału Elektroniki Politechniki Gdańskiej. W 1977 zatrudniony jako inżynier studia i realizator efektów audiowizualnych w ośrodku telewizyjnym w Gdańsku. Na przełomie lat 70. i 80. pełnił funkcję sekretarza redakcji i zastępcy redaktora naczelnego dwutygodnika „Horyzont”. Później zajmował stanowisko zastępcy redaktora naczelnego „Tygodnika Samorządność”, którego wydawanie zawieszono w 1981 po wprowadzeniu stanu wojennego.
W latach 80. zajmował się prowadzeniem własnej pracowni fotograficznej. Współtworzył diecezjalny dwutygodnik „Gwiazda Morza”. Przed wyborami kontraktowymi w 1989 był zastępcą kierownika zespołu medialnego Komitetu Obywatelskiego „Solidarność”. Później pracował w dzienniku „Gazeta Gdańska”.
W latach 90. pełnił funkcje dyrektora-redaktora naczelnego Ośrodka Telewizyjnego w Gdańsku, zastępcy dyrektora TV Polonia i dyrektora generalnego Krajowej Rady Radiofonii i Telewizji. Od 1994 do 1999 zajmował stanowisko wiceprezesa zarządu Telewizji Polskiej. Następnie odpowiadał za dział PR i marketingu w towarzystwie ubezpieczeniowym Ergo Hestia. Współorganizował m.in. festiwal „Dwa Teatry”, kierował polskim pawilonem w czasie wystawy światowej Expo 2010 w Szanghaju. Podczas wystawy światowej Expo 2015 w Mediolanie był natomiast zastępcą komisarza generalnego Sekcji Polskiej. Był również wicedyrektorem biura ds. finansów i logistyki Polskiej Agencji Informacji i Inwestycji Zagranicznych.
10 czerwca 2015 został wybrany przez radę nadzorczą Telewizji Polskiej na funkcję prezesa zarządu, wygrywając w głosowaniu z dotychczasowym prezesem Juliuszem Braunem. 29 lipca 2015 rozpoczął urzędowanie na stanowisku szefa TVP. Jego kadencja zakończyła się 8 stycznia 2016 w związku z uchwaleniem przez Sejm VIII kadencji ustawy wygaszającej mandaty członków organów mediów publicznych.
W 2021 został felietonistą rozgłośni internetowej Halo.Radio oraz członkiem rady programowej Telewizji Polskiej (zgłoszonym przez klub parlamentarny Koalicji Obywatelskiej).

## Życie prywatne
Jego żoną była Beata Dunajewska, działaczka samorządowa z Gdańska.